# Юстесен, Беньямин
Беньямин Виттруп Юстесен (дат. Benjamin Wittrup Justesen, род. 1 ноября 1979, Skuldelev, Фредерикссунн) — датский профессиональный велогонщик, выступавший преимущественно в маунтинбайке и велокроссе. Шестикратный чемпион Дании по маунтинбайку в кросс-кантри (2011) и кросс-кантри марафоне (2009, 2010, 2011, 2014, 2019). Чемпион Дании по велокроссу (2015). С 2019 года он является тренером национальной сборной Дании по велокроссу.

## Карьера
С марта 2003 по март 2021 года Беньямин Юстесен работал продавцом-консультантом компании Heino cykler.
Беньямин Юстесен начал свою карьеру велогонщика в 2006 году в датской континентальной команде Vision Bikes, с которой (под разными названиями) и провёл практически всю свою карьеру. В 2016 году он выступал за команду Team Giant Scatto.
В сезоне 2008 года он финишировал вторым на первом этапе Гран-при Рингерике и выиграл горную классификацию.
В 2009 году Юстесен стал чемпионом Дании в маунтинбайк-марафоне. Он повторил этот успех в 2010 и 2011 годах.
В 2011 году он также стал чемпионом Дании по кросс-кантри. В кросс-кантри он также завоевал четыре серебряные и три бронзовые медали.
С января 2014 по март 2017 года — разработчик проектов и тренер в Running26.
В 2015 году он стал чемпионом Дании по велокроссу. Это произошло после того, как Себастьян Фини пересёк линию первым в элитной мужской гонке. Впоследствии он был лишен титула чемпиона и датской национальной майки, поскольку один и тот же гонщик не может быть признан чемпионом Дании в классе U23 и в мужской элите. Поэтому новым официальным чемпионом Дании стал Беньямин Юстесен, и было создано два списка результатов — один для всех гонщиков-мужчин и один без всех гонщиков U23.
С апреля 2017 по апрель 2019 года — главный тренер Running26.
С апреля 2017 по ноябрь 2020 года — тренер спортсменов в категории «элита» в компании AimHigh. С 2018 по ноябрь 2020 года — тренер и руководитель проектов.
В марте 2019 года он был принят на работу в Велоспортивный союз Дании в качестве национального тренера датской команды по велокроссу.
В марте 2021 года стал сооснователем компании Velofit Performance. Основатель и владелец компании Commit Coaching.
С января 2022 года — тренер национальной юношеской сборной по маунтинбайку и взрослой сборной по велокроссу.

### Достижения

#### Маунтинбайк
2010
 Чемпионат Дании, кросс-кантри
2011
 Чемпионат Дании, кросс-кантри
 Чемпионат Дании, кросс-кантри марафон
2012
2-й на Чемпионате Дании, кросс-кантри
2-й на Чемпионате Дании, кросс-кантри марафон
2013
Маунтинбайк в Коллинге
2-й на Чемпионате Дании, кросс-кантри
2015
Маунтинбайк в Варде
2-й на Чемпионате Дании, кросс-кантри
2-й на Чемпионате Дании, кросс-кантри марафон
2017
2-й на Чемпионате Дании, кросс-кантри марафон
2018
2-й на Чемпионате Дании, кросс-кантри марафон
2019
 Чемпионат Дании, кросс-кантри марафон

#### Велокросс
2014—2015
 Чемпионат Дании
2018—2019
Кронборгский велокросс, Хельсингёр

#### Шоссе
2006
3-й на GP Jægerspris
2008
Kalundborg CC
горная классификация на гран-при Рингерике